# Infante Isabella Clara Eugenia e Caterina Michela
Infante Isabella Clara Eugenia e Caterina Michela è un dipinto di Sofonisba Anguissola, che è databile 1569-1570, che fa parte della Royal Collection ed è conservato a Buckingham Palace. Le bambine ritratte sono due infante di Spagna, figlie di Filippo II e della regina Elisabetta di Valois.

## Storia
Caterina Michela d'Asburgo (1567-1597), seconda figlia di Filippo II di Spagna e della sua terza moglie Elisabetta di Valois, aveva preso il nome dalla nonna materna Caterina de' Medici, regina di Francia. Rimase orfana di madre quando aveva un anno. Sposò Carlo Emanuele I di Savoia.
Sua sorella maggiore Isabella Clara Eugenia d'Asburgo (1566-1633), infanta di Spagna e del Portogallo, divenne arciduchessa d'Austria per il matrimonio con l'arciduca Alberto e governò, come principessa sovrana e a nome del re di Spagna, i Paesi Bassi spagnoli. Rimase sempre legatissima al padre, con il quale condivideva la religiosità. In tarda età, ormai vedova, si fece suora clarissa. Un suo ritratto da anziana, in abito monacale, è stato dipinto da Rubens.
Alonso Sánchez Coello realizzò due anni più tardi il ritratto delle due infante di Spagna che è al Museo del Prado; ma le bambine non hanno la compagnia di animali e si passano una coroncina di fiori. Portano un vestito di damasco, con collo alto a punto Venezia e hanno gioielli di perle, zaffiri e rubini.
La Perlingieri ha pubblicato i due ritratti delle bambine, uno a fronte dell'altro. Il più antico, cioè quello del 1569-70, lo attribuisce a Sofonisba Anguissola (ora si trova nella collezione della regina Elisabetta); mentre l'altro (quello che è al Prado) lo attribuisce a Coello, affermando che riflette la sobrietà e l'austerità della rigida corte spagnola e che i volti delle due infante hanno una certa astrazione. Sofonisba Anguissola invece ha donato al viso delle bambine una emozione, pur nel controllo della austerità spagnola. Ilya Sandra Perlingieri ha notato anche una rassomiglianza tra il volto dell'infanta Caterina Michela e quello di sua madre, ritratta dall'Anguissola pochi anni prima.
Nel catalogo della mostra del 1994, Sofonisbaa Anguissola e le sue sorelle, i due ritratti che rappresentano le due infante sono pubblicati, ancora una volta, su due pagine a fronte e sono attribuiti entrambi a Coello. Manca tuttavia una precisa descrizione stilistica sul perché di questa duplice attribuzione.

## Descrizione
Sofonisba Anguissola coglie una gran tristezza negli occhi delle due bambine, pallide, chiuse come dentro corazze nei loro abiti sontuosi, fatti di pesante broccato color morello e bordati di ricche passamanerie. Guardaroba, gioielli, pettinatura, espressione sono identici, quasi le bambine fossero gemelle. Il loro corpo scompare dentro in un involucro a forma di campana che finisce con una gorgiera bianca, inamidata e pieghettata. Esse portano abiti che danno una idea di incorporeità, requisito necessario per i componenti di una famiglia reale. Il loro abbigliamento è anche imposto dal clima della Controriforma. Queste bimbe, senza sorriso, manifestano la loro malinconica sorte, dovuta alla perdita della madre. Sono irrigidite nella ufficialità dei loro abiti, arricchiti da monili preziosi. I loro capelli, spartiti al centro, sono chiusi dentro trecce, avvolte intorno alla testa e decorate con fiorellini di oro e pietre preziose.
Isabella Clara Eugenia ha come compagno di giochi un pappagallo che è poggiato sul suo polso, protetto da una fascia di cuoio grigio. Con l'altra mano tocca un lembo del manto che le pende dalle spalle. Sul tavolo, coperto da un damasco rosso, è accucciato un cagnolino e Caterina Michela gli carezza delicatamente una zampa. Nessuna concessione alla vitalità dei bambini, al loro bisogno di muoversi: a corte, la moda degli adulti era imposta ai bambini.
Sofonisba Anguissola fece anche un ritratto a Isabella Clara Eugenia, a tutta figura, datato 1599, che oggi è al Museo del Prado. L'infanta posò per la pittrice a Genova, in una sosta durante il viaggio per raggiungere il promesso sposo. L'anno del ritratto coincide infatti con quello delle nozze dell'infanta, che sposò il 18 aprile 1599. In questo ritratto ella ha in mano un fazzoletto di seta, bordato di merletto. I gioielli che porta, alla cintura e al collo, sono analoghi a quelli che indossava sua madre Elisabetta di Valois, nel ritratto che le aveva fatto Sofonisba Anguissola, tanti anni prima.